# Tratado de Tokehega
O Tratado de Tokehega de 1980 é um tratado entre a Nova Zelândia e os Estados Unidos que delineia a fronteira marítima entre Tokelau e Samoa Americana.
O tratado foi assinado em Atafu, em 2 de dezembro de 1980. Especifica a propriedade de certas ilhas e cria um limite de sete retas marítimas, definidas por oito pontos de coordenadas individuais. O tratado foi assinado logo após que os Estados Unidos resolveram sua disputa de fronteira com as Ilhas Cook com o Tratado de fronteira marítima Estados Unidos–Ilhas Cook.
O tratado afirma que os Estados Unidos tem a soberania sobre as Ilha Swains. Esta ilha, conhecida por muitos em Tokelau como Olohega, dá o seu nome a segunda parte das quatro últimas letras do nome do tratado, enquanto Tokelau as quatro primeiras.
Entrou em vigor no dia 3 de setembro de 1983, após ser ratificado por ambos os Estados.